# Salzburg-okolica
Salzburg-Umgebung (hrv. Salzburg-Okolica), isto poznat kao Flachgau, je jedan od 94 austrijskih kotara od 157,440 stanovnika (2023).

## Zemljopisne karakteristike
Salzburg-Umgebung leži u Saveznoj državi Salzburg, na sjeveru graniči sa kotarom Braunau, na istoku s kotarom Vöcklabruck i Gmunden, na jugu sa kotarom Hallein i na zapadu sa saveznom pokrajinom Njemačke Bavarskom.
Teritoriji današnjeg kotara poklapa se sa nekadašnjim kotarom (gau-om) Flachgau osim samog grada Salzburga, koji je statutarni grad.

## Administrativna podjela kotara
Administrativni centar kotara je grad Seekirchen am Wallersee. 
Salzburg-Umgebung je administrativno podjeljen na 37 općina od kojih 3 ima status grada, 6 trgovišta, a ostalih 28 su općine.

### Gradovi
- Neumarkt am Wallersee
- Oberndorf bei Salzburg
- Seekirchen am Wallersee

### Trgovišta
- Eugendorf
- Grödig
- Mattsee
- Obertrum
- Straßwalchen
- Thalgau

### Općine
| - Anif - Anthering - Bergheim - Berndorf bei Salzburg - Bürmoos - Dorfbeuern - Ebenau - Elixhausen - Elsbethen - Faistenau | - Fuschl am See - Göming - Großgmain - Hallwang - Henndorf am Wallersee - Hintersee - Hof bei Salzburg - Koppl - Köstendorf | - Lamprechtshausen - Nußdorf am Haunsberg - Plainfeld - St. Georgen bei Salzburg - St. Gilgen - Schleedorf - Seeham - Strobl - Wals-Siezenheim |

## Vanjske poveznice
- Službena stranica kotara Salzburg-Umgebung  Arhivirana inačica izvorne stranice od 1. travnja 2016. (Wayback Machine) (njem.)